# Olympische Sommerspiele 1912/Leichtathletik – Standweitsprung (Männer)
Der Standweitsprung der Männer bei den Olympischen Spielen 1912 in Stockholm wurde am 8. Juli 1912 im Stockholmer Olympiastadion ausgetragen. 19 Athleten nahmen daran teil. Es war das letzte Mal, dass diese Disziplin ebenso wie der Standhochsprung bei Olympischen Spielen vertreten war.
Olympiasieger wurde der Grieche Konstantinos Tsiklitiras. Platt Adams aus den USA gewann die Silbermedaille, Bronze ging an dessen jüngeren Bruder Benjamin Adams.

## Bestehende Rekorde
- Weltrekorde wurden in dieser Disziplin nicht geführt.
- Olympischer Rekord: 3,47 m – Ray Ewry (USA), Finale von St. Louis, 29. August 1904

Der bestehende olympische Rekord wurde in Stockholm nicht erreicht.

## Durchführung des Wettbewerbs
Alle neunzehn Springer, die in vier Gruppen eingeteilte waren, hatten im Vorkampf drei Versuche. Die besten drei Athleten – hellblau hinterlegt – absolvierten danach weitere drei Versuche zur Ermittlung der Medaillenränge, wobei die drei Sprünge aus dem Vorkampf mit in die Wertung kamen.

## Legende
x – ungültig

Die jeweils besten Weiten der Wettbewerber sind fett gedruckt.

## Qualifikation
Datum: 8. Juli 1912

### Gruppe A
| Platz | Name             | Nation             | Resultat | 1. Versuch (m) | 2. Versuch (m) | 3. Versuch (m) |
| ----- | ---------------- | ------------------ | -------- | -------------- | -------------- | -------------- |
| 1     | Platt Adams      | Vereinigte Staaten | 3,32 m   | 3,23           | 3,18           | 3,32           |
| 2     | Alfred Motté     | Frankreich         | 3,10 m   | 3,10           | 3,10           | 3,09           |
| 3     | Birger Brodtkorb | Norwegen           | 3,05 m   | 3,00           | 3,05           | 3,03           |
| 4     | Douglas Melin    | Schweden           | 3,02 m   | 3,02           | 3,01           | 2,99           |
| 5     | Karl Bergh       | Schweden           | 2,95 m   | 2,86           | 2,95           | 2,91           |

### Gruppe B
| Platz | Name             | Nation             | Resultat | 1. Versuch (m) | 2. Versuch (m) | 3. Versuch (m) |
| ----- | ---------------- | ------------------ | -------- | -------------- | -------------- | -------------- |
| 1     | Ben Adams        | Vereinigte Staaten | 3,28 m   | 3,28           | 3,21           | 3,24           |
| 2     | Forest Fletcher  | Vereinigte Staaten | 3,11 m   | 3,05           | 3,11           | 3,09           |
| 3     | Gustaf Ljunggren | Schweden           | 3,09 m   | 3,01           | 3,04           | 3,09           |
| 4     | Arthur Maranda   | Kanada             | 2,98 m   | 2,80           | 2,83           | 2,98           |

### Gruppe C

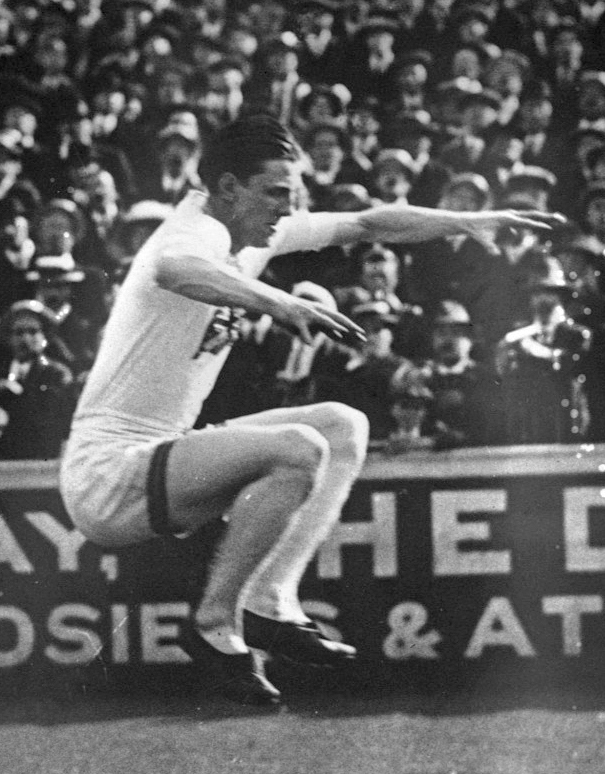
Philip Kingsford – im Vorkampf ausgeschieden mit 2,75 m

| Platz | Name                     | Nation             | Resultat | 1. Versuch (m) | 2. Versuch (m) | 3. Versuch (m) |
| ----- | ------------------------ | ------------------ | -------- | -------------- | -------------- | -------------- |
| 1     | Konstantinos Tsiklitiras | Griechenland       | 3,37 m   | 3,14           | 3,26           | 3,37           |
| 2     | Leo Goehring             | Vereinigte Staaten | 3,14 m   | x              | 3,14           | 3,13           |
| 3     | Richard Byrd             | Vereinigte Staaten | 3,12 m   | 3,12           | 3,11           | 3,05           |
| 4     | Henry Ashington          | Großbritannien     | 3,02 m   | 2,95           | 2,79           | 3,02           |

### Gruppe D
| Platz | Name             | Nation         | Resultat | 1. Versuch (m) | 2. Versuch (m) | 3. Versuch (m) |
| ----- | ---------------- | -------------- | -------- | -------------- | -------------- | -------------- |
| 1     | Gustaf Malmsten  | Schweden       | 3,20 m   | 3,11           | 3,20           | 3,12           |
| 2     | Edvard Möller    | Schweden       | 3,14 m   | 3,13           | 3,14           | 3.09           |
| 3     | András Baronyi   | Ungarn         | 3,13 m   | 3,12           | 3,13           | 3,02           |
| 4     | Ragnar Ekberg    | Schweden       | 3,03 m   | 3,00           | 3,02           | 3,03           |
| 5     | Géo André        | Frankreich     | 3,02 m   | 3,02           | 2,96           | x              |
| 6     | Philip Kingsford | Großbritannien | 2,75 m   | 2,60           | 2,75           | 2,72           |

## Finale
Datum: 8. Juli 1912
| Platz | Name                     | Nation             | Resultat | Bester Versuch aus dem Vorkampf (m) | 1. Versuch (m) | 2. Versuch (m) | 3. Versuch (m) |
| ----- | ------------------------ | ------------------ | -------- | ----------------------------------- | -------------- | -------------- | -------------- |
| 1     | Konstantinos Tsiklitiras | Griechenland       | 3,37 m   | 3,37                                | 3,30           | 3,24           | 3,34           |
| 2     | Platt Adams              | Vereinigte Staaten | 3,36 m   | 3,32                                | 3,36           | 3,34           | 3,24           |
| 3     | Ben Adams                | Vereinigte Staaten | 3,28 m   | 3,28                                | 3,18           | 3,23           | 3,28           |

## Endresultat
| Platz | Name                     | Land               | Weite  |
| ----- | ------------------------ | ------------------ | ------ |
| 1     | Konstantinos Tsiklitiras | Griechenland       | 3,37 m |
| 2     | Platt Adams              | Vereinigte Staaten | 3,36 m |
| 3     | Ben Adams                | Vereinigte Staaten | 3,28 m |
| 4     | Gustaf Malmsten          | Schweden           | 3,20 m |
| 5     | Leo Goehring             | Vereinigte Staaten | 3,14 m |
| 5     | Edvard Möller            | Schweden           | 3,14 m |
| 7     | András Baronyi           | Ungarn             | 3,13 m |
| 8     | Richard Byrd             | Vereinigte Staaten | 3,12 m |
| 9     | Forest Fletcher          | Vereinigte Staaten | 3,11 m |
| 10    | Alfred Motté             | Frankreich         | 3,10 m |

| Platz | Name             | Land           | Weite  |
| ----- | ---------------- | -------------- | ------ |
| 11    | Gustaf Ljunggren | Schweden       | 3,09 m |
| 12    | Birger Brodtkorb | Norwegen       | 3,05 m |
| 13    | Ragnar Ekberg    | Schweden       | 3,03 m |
| 14    | Géo André        | Frankreich     | 3,02 m |
| 14    | Henry Ashington  | Großbritannien | 3,02 m |
| 14    | Douglas Melin    | Schweden       | 3,02 m |
| 17    | Arthur Maranda   | Kanada         | 2,98 m |
| 18    | Karl Bergh       | Schweden       | 2,95 m |
| 19    | Philip Kingsford | Großbritannien | 2,75 m |

Ray Ewry, der bei den vorangegangenen Spielen die Standsprungwettbewerbe beherrscht hatte, war vom aktiven Leistungssport zurückgetreten. Sein olympischer Rekord wurde hier nicht erreicht.
Nach dem ersten Versuch lag Ben Adams vor seinem Bruder Platt und dem Griechen Konstantinos Tsiklitiras in Führung. Der zweite Durchgang brachte keine Veränderung. Im letzten Versuch des Vorkampfs übernahm Tsiklitiras die Führung und Platt Adams setzte sich vor seinen Bruder Ben auf den zweiten Platz. Im Finale konnte nur Platt Adams seine Weite verbessern. Er kam zwar noch bis auf einen Zentimeter an Tsklitiras heran, aber die Rangfolge wurde nicht mehr verändert.
Konstantinos Tsiklitiras gewann die einzige Leichtathletikmedaille für Griechenland bei diesen Spielen.

## Bildergalerie

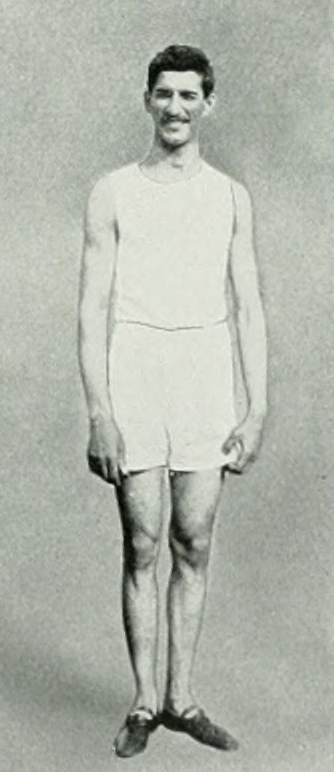
Olympiasieger Konstantinos Tsiklitiras
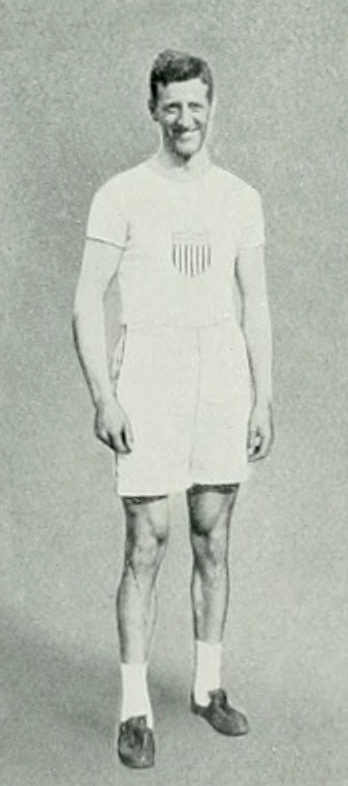
Platt Adams, Sieger im Standhochsprung, gewann die Silbermedaille
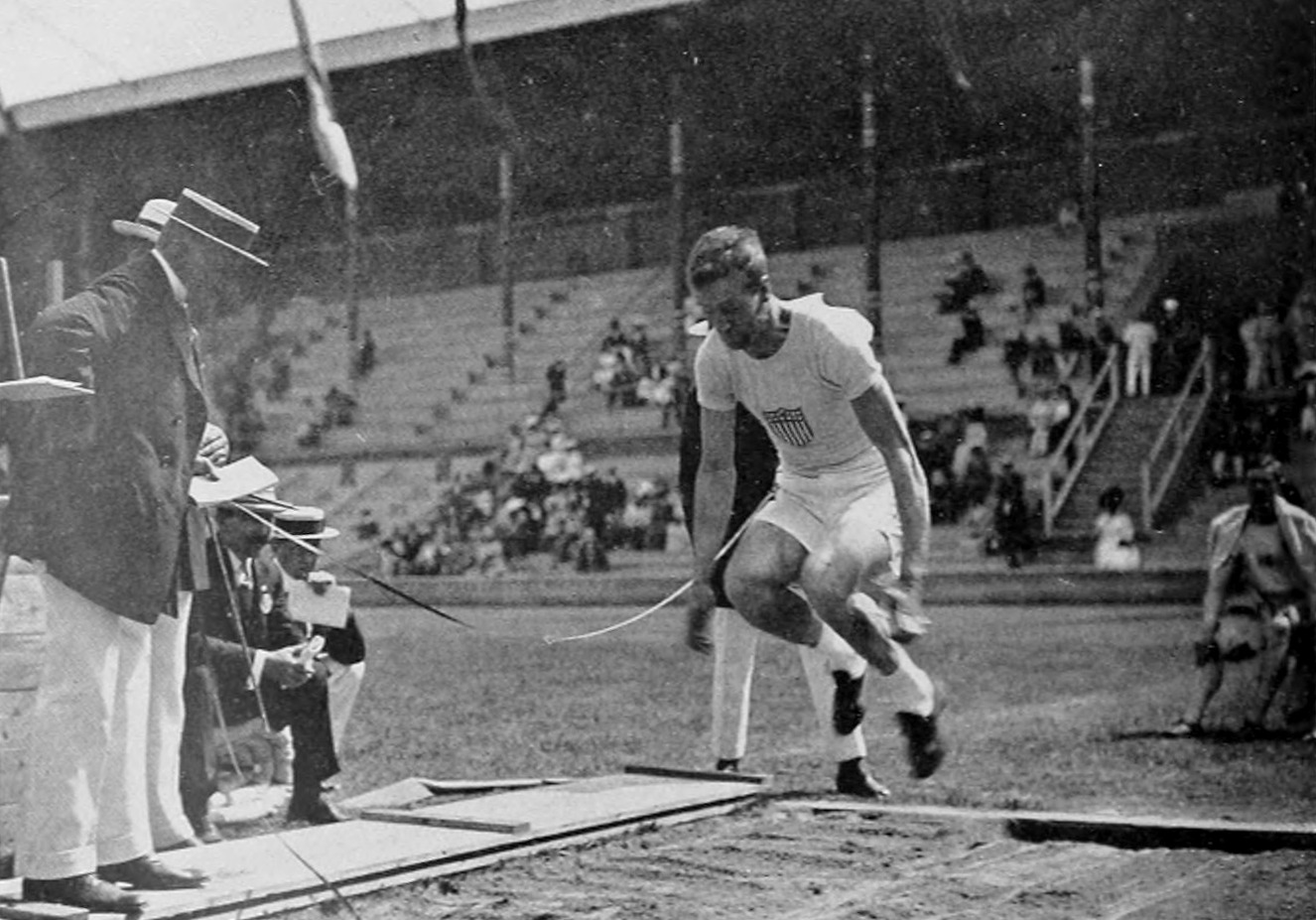
Der Olympiazweite im Standhochsprung Ben Adams errang Bronze

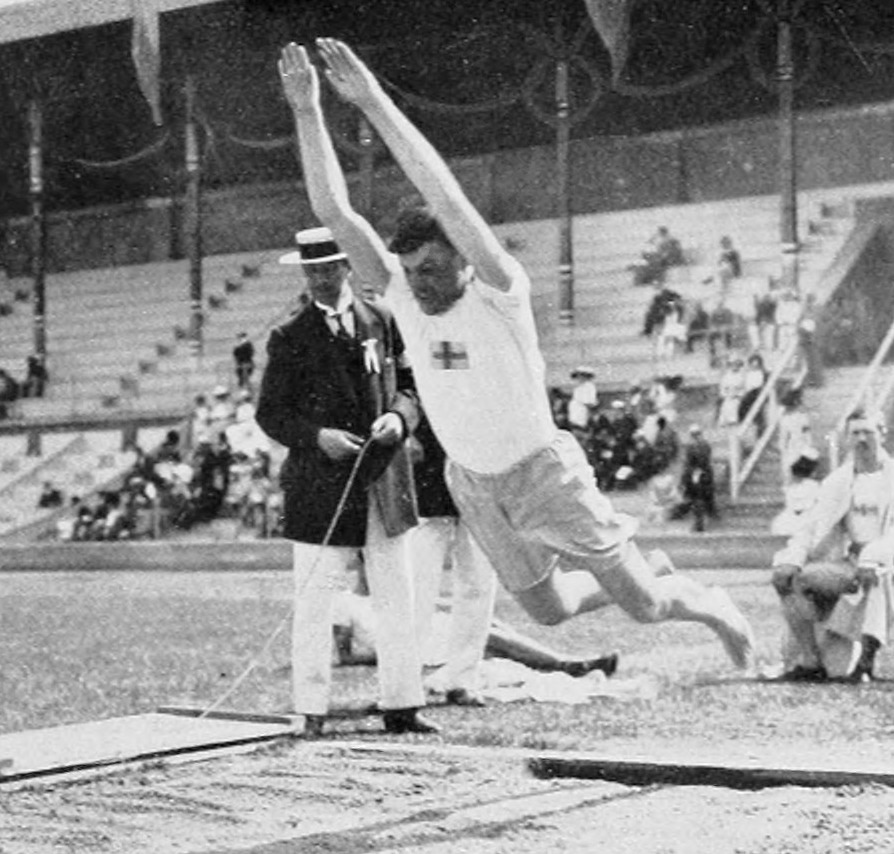
Gustaf Malmsten erreichte Platz vier
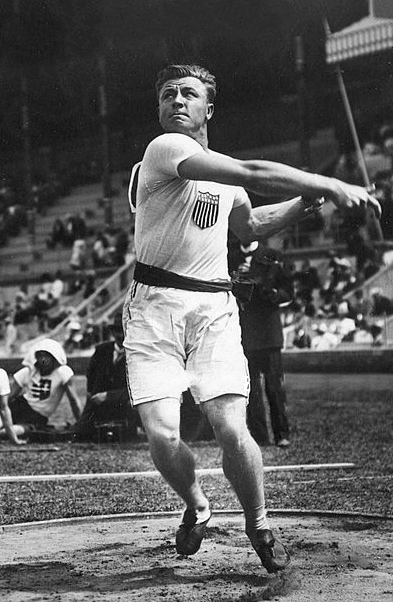
Richard Byrd, Silber im Diskuswurf, Achter im Standweitsprung
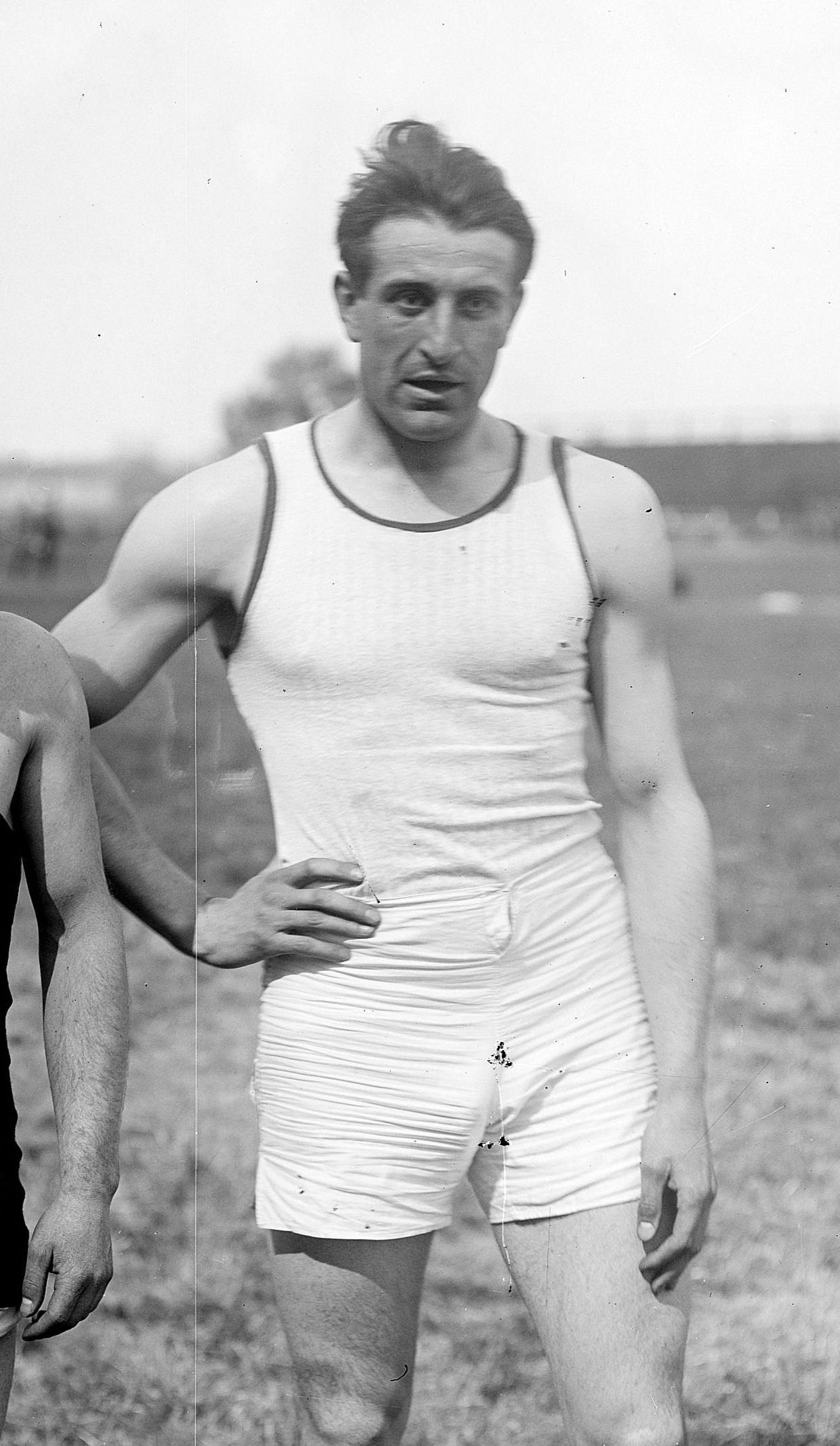
Géo André – Rang vierzehn

## Video
- Olympics 1912 Standing long jump, youtube.com, abgerufen am 20. Mai 2021